# Bonnevaux-le-Prieuré
Bonnevaux-le-Prieuré ist eine Ortschaft und eine ehemalige französische Gemeinde mit 128 Einwohnern (Stand 1. Januar 2022) im Département Doubs in der Region Bourgogne-Franche-Comté. Sie gehörte zum Arrondissement Besançon und zum Kantons Ornans.
Mit Wirkung vom 1. Januar 2016 wurden die früher selbstständigen Gemeinden Ornans und Bonnevaux-le-Prieuré zur namensgleichen Commune nouvelle Ornans zusammengeschlossen und haben in der neuen Gemeinde den Status einer Commune déléguée. Der Verwaltungssitz befindet sich im Ort Ornans.

## Geographie

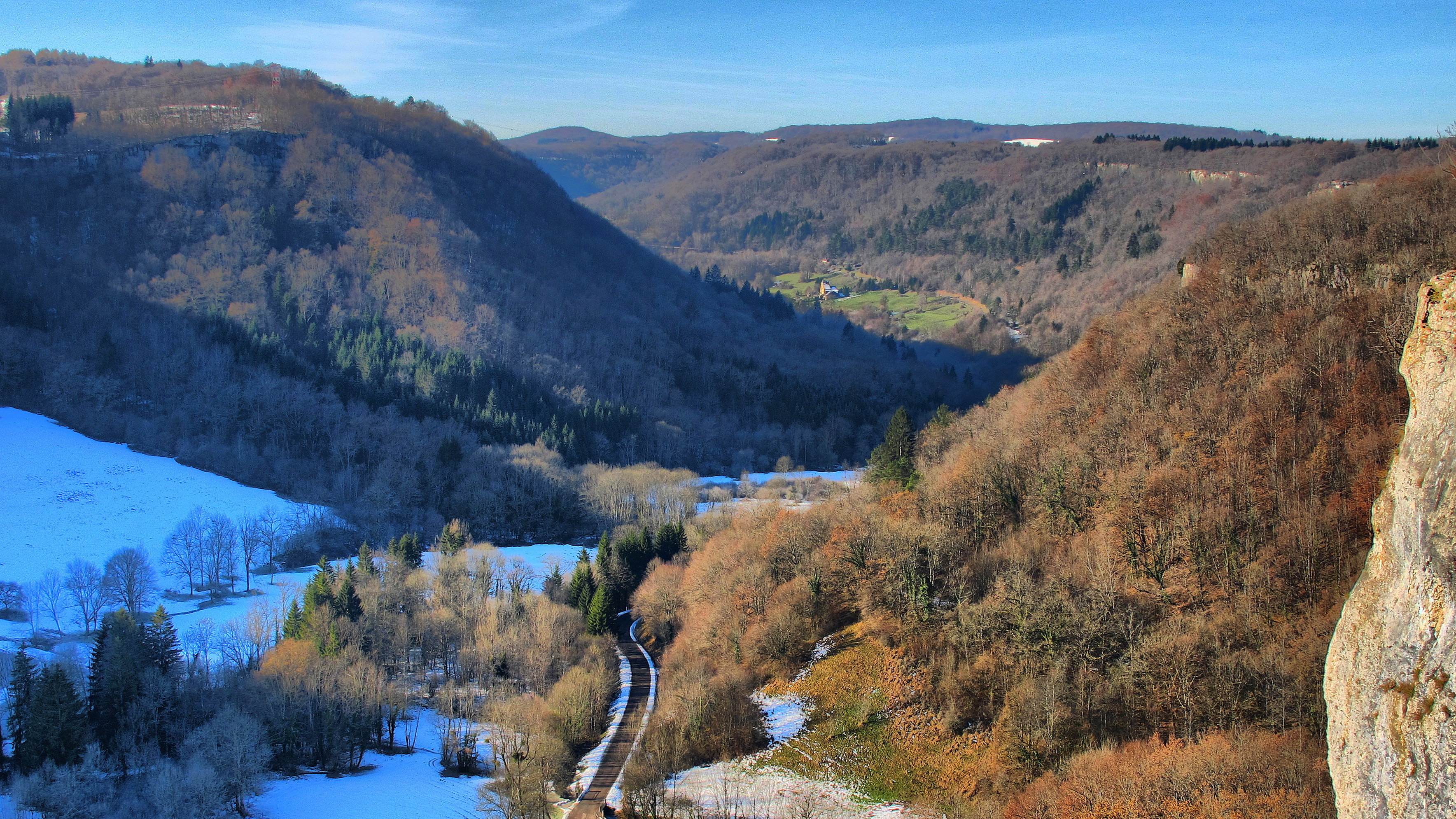
Vallée de la Brême

Bonnevaux-le-Prieuré liegt auf 533 m über dem Meeresspiegel, vier Kilometer nordöstlich von Ornans und etwa 16 km südöstlich der Stadt Besançon (Luftlinie). Das Dorf erstreckt sich im Jura, im äußersten Westen des Plateaus von Valdahon, über dem tief eingeschnittenen Ravin du Puits Noir.
Die Fläche des Gebiets umfasst einen Abschnitt des französischen Juras. Der Hauptteil wird vom Hochplateau eingenommen, das durchschnittlich auf 530 m liegt. Es ist verkarstet und überwiegend von Acker- und Wiesland bestanden. Mit 548 m wird auf der Höhe nordöstlich des Dorfes die höchste Erhebung von Bonnevaux-le-Prieuré erreicht. Nach Süden fällt das Plateau steil gegen das Erosionstal Ravin du Puits Noir ab. Dieses bildet ein ungefähr 130 m tiefes Kerbtal, das von steilen, teils mit Felsbändern durchzogenen Hängen flankiert wird. Es wird vom Ruisseau de la Brême, entlang dessen die südliche Gemeindegrenze verlief, zur Loue entwässert. Im Felszirkus in einem kurzen Seitental des Ravin du Puits Noir befindet sich die Grotte de Plaisir Fontaine, in welcher der gleichnamige Bach entspringt.
Zur Gemeinde Bonnevaux-le-Prieuré gehörte der Weiler Bonnevaux-Dessous (380 m) im Ravin du Puits Noir. Nachbargemeinden von Bonnevaux-le-Prieuré waren Foucherans im Norden, Charbonnières-les-Sapins im Osten sowie Saules und Ornans im Süden.

## Geschichte
Die Grotte de Plaisir Fontaine bildete in gallorömischer Zeit vermutlich ein Quellheiligtum. Im 12. Jahrhundert wurde im Ravin du Puits Noir ein Benediktinerpriorat gegründet, das dem Kloster Saint-Vincent in Besançon unterstellt war. Neben dem Priorat entwickelte sich die Siedlung Bonnevaux-Dessous. Zusammen mit der Franche-Comté gelangte das Dorf mit dem Frieden von Nimwegen 1678 an Frankreich. Zur besseren Unterscheidbarkeit von anderen Gemeinden mit dem gleichen Namen wurde Bonnevaux im Jahr 1922 offiziell in Bonnevaux-le-Prieuré umbenannt. Die Gemeinde Bonnevaux-le-Prieuré war Mitglied des 24 Ortschaften umfassenden Gemeindeverbandes Communauté de communes du Pays d’Ornans.

## Sehenswürdigkeiten
Die Dorfkirche von Bonnevaux-le-Prieuré wurde im 19. Jahrhundert erbaut. Von der ehemaligen Prioratskirche ist der Glockenturm aus dem 12. Jahrhundert erhalten. Zu den Natursehenswürdigkeiten der Region zählt die Grotte de Plaisir Fontaine (Felszirkus mit Karstquelle).

## Bevölkerung
| Bevölkerungsentwicklung | Bevölkerungsentwicklung |
| Jahr                    | Einwohner               |
| ----------------------- | ----------------------- |
| 1962                    | 82                      |
| 1968                    | 73                      |
| 1975                    | 71                      |
| 1982                    | 77                      |
| 1990                    | 93                      |
| 1999                    | 93                      |
| 2006                    | 107                     |
| 2016                    | 117                     |

Nachdem die Einwohnerzahl in der ersten Hälfte des 20. Jahrhunderts markant abgenommen hatte (1881 wurden noch 248 Personen gezählt), wurden seit Beginn der 1960er Jahre nur noch relativ geringe Steigerungen verzeichnet.

## Wirtschaft und Infrastruktur
Bonnevaux-le-Prieuré ist bis heute ein vorwiegend durch die Landwirtschaft (Ackerbau, Obstbau und Viehzucht) geprägtes Dorf. Außerhalb des primären Sektors gibt es nur wenige Arbeitsplätze im Dorf. Viele Erwerbstätige sind auch Wegpendler, die in den umliegenden größeren Ortschaften ihrer Arbeit nachgehen.
Die Ortschaft liegt abseits der größeren Durchgangsstraßen an einer Departementsstraße, die von Ornans nach L’Hôpital-du-Grosbois führt. Eine weitere Straßenverbindung besteht mit Foucherans.